# Riemannův tenzor
Riemannův (Riemannův-Christoffelův) tenzor křivosti je geometrický objekt, který umožní odlišit plochý prostoročas od zakřiveného prostoročasu. Jeho odvození spočívá v myšlence paralelního přenosu vektoru. Riemannův tenzor křivosti lze použít k vyjádření křivosti libovolné variety s afinní konexí. Riemannův tenzor křivosti lze považovat z míru nekomutativnosti kovariantních derivací. Zakřivením prostoru se rozumí odchylka jeho metriky od metriky eukleidovského prostoru.
Riemannův tenzor lze vyjádřit pomocí afinních konexí a kovariantních derivací jako:
{\displaystyle R(u,v)w=\nabla _{u}\nabla _{v}w-\nabla _{v}\nabla _{u}w-\nabla _{[u,v]}w}